# Ernest Ferdinand, Duce de Brunswick-Lüneburg
Ernest Ferdinand de Brunswick-Wolfenbüttel-Bevern (4 martie 1682, Osterholz – 14 aprilie 1746, Brunswick) a fost Duce de Brunswick-Luneburg. El a fost Prinț de Brunswick-Bevern și fondator al liniei Brunswick-Bevern.

## Biografie
S-a născut în 1682 și a fost al cincilea fiu al Ducelui Ferdinand Albert I de Brunswick-Bevern și a soției acestuia, Christine de Hesse-Eschwege. La 1 mai 1706 el a devenit colonel în armata prusacă. În decembrie același an el și-a succedat fratele geamăn, Ferdinand Christian (d. 1706), ca rector al catedralei Sf.Blaise și Sf.Cyriakus din Brunswick.
La 1 martie 1735, fratele lui mai mare, Ducele Ferdinand Albert II de Brunswick-Bevern a moștenit Brunswick-Wolfenbüttel. Ferdinand Albert II a oferit Brunswick-Bevern lui Ernest Ferdinand ca un privilegiu.
Ernest Ferdinand a murit la Brunswick în 1746. El a fost fondatorul linie tinere Brunswick-Bevern, care s-a stins odată cu decesul fiului său, Frederick Karl Ferdinand în 1809.

## Marriage and issue

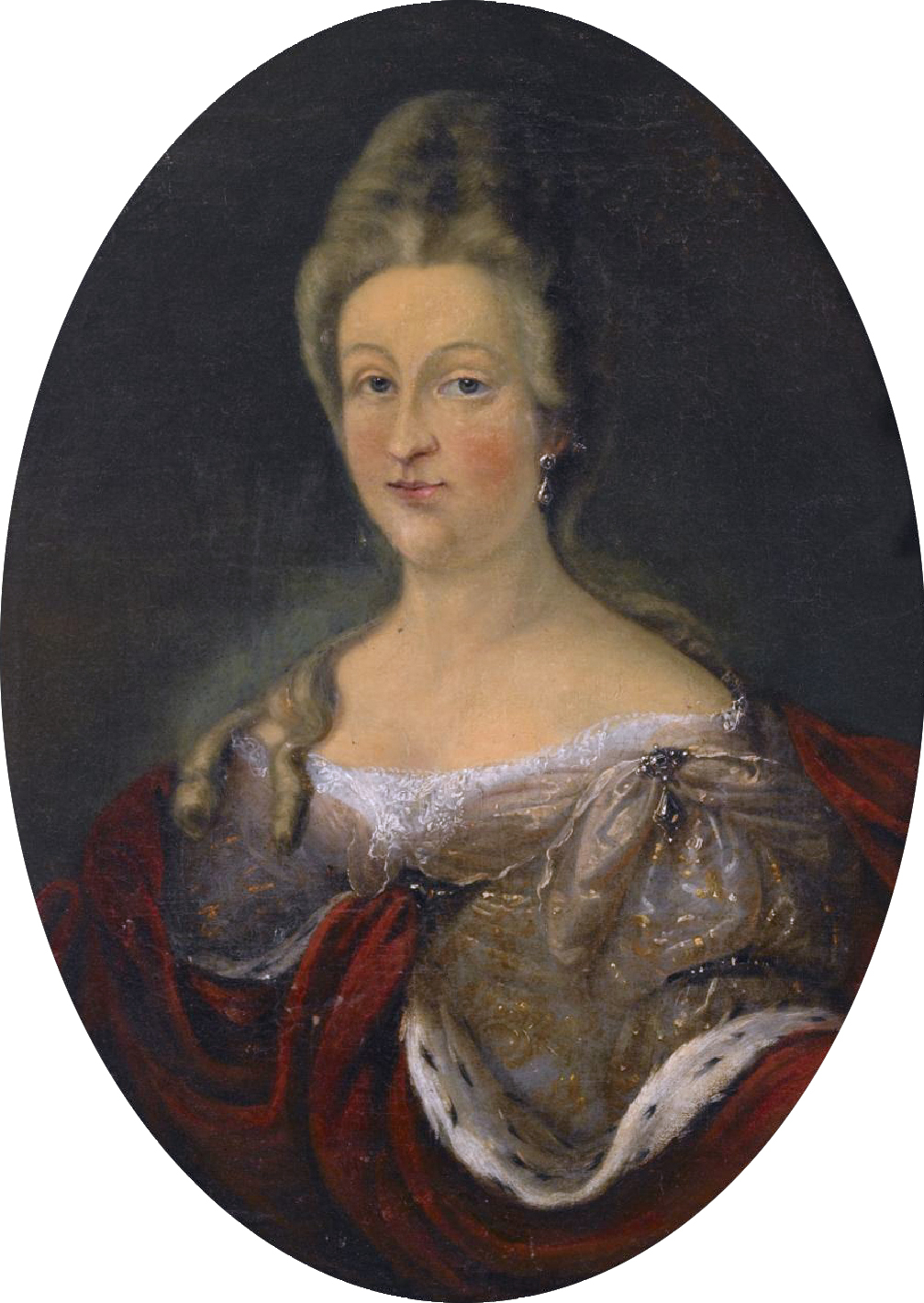
Eleonore Charlotte de Courland (1686-1748)

La 4 august 1714, el s-a căsătorit cu Eleonore Charlotte de Courland (1686-1748), fiica lui Frederick Casimir Kettler, cu care a avut 13 copii:
- August William (1715-1781)
- Christine Sophie (1717-1779), s-a căsătorit cu margraful Frederick Ernest de Brandenburg-Kulmbach (1703-1762)
- Frederica (1719-1772)
- George Louis (1721-1747), tatăl curtezanei daneze Støvlet-Cathrine Benthagen
- Ernestine (1721)
- George Frederick (1723-1766)
- Amalia (1724-1726)
- Charles William (1725)
- Frederick August (1726-1729)
- Anne Marie (1728-1754)
- Frederick Karl Ferdinand (1729-1809), mareșal danez
- Johann Karl (1731-1732)